# Fàfila (duc)
Fàfila o Fàvila (Hispània, ss. VII-VIII) fou un duc del regne de Toledo, que hom afirma va ser el pare del cabdill Pelai, considerat fundador de la monarquia asturiana.
Els cronistes àrabs i cristians coincideixen a atorgar-li el títol de duc (dux), tot i que es desconeix sobre quin territori va governar o si realment va arribar a estar al capdavant d'algun. Segons Gonzalo Martínez, és més probable que es tractés d'un dels diversos ducs integrats a la Cúria Règia o Palatium, que acompanyaven el rei visigot. Diverses fonts com la Crònica Albeldense i la d'Alfons III s'hi refereixen com a pare de Pelai, considerat primer rei d'Astúries.
Sobre els seus orígens o ascendència res se sap, tret que el seu nom és clarament d'origen germànic. Entre les fonts històriques, només Ibn Khaldun diu que el seu fill era d'origen got, tot i que probablement això al segle viii ja era irrellevant i es tractés d'una persona amb orígens gots i hispanorromans, establert i arrelat a Astúries. Martínez ho basa en què Fàfila té un nom germànic i, en canvi, el seu fill un de romà, mentre que els nets, Fàfila i Ermessenda, tornen a ostentar noms germànics. El nom també ha servit com a argument per establir la filiació amb Pelai, atès que el fill d'aquest també es deia Fàfila, tot i que, segons Castillo i Montenegro, es podria haver produït el cas contrari, que es designés a l'avi amb el nom del net. En qualsevol cas, fos d'origen visigot o hispà s'ha de tenir en compte que l'Astúries del segle viii no era la mateixa que en època prerromana, hi hagué un cert grau de romanització, tot i que fou una zona límit de l'imperi romà on es van mantenir més els trets locals. D'altra banda, cal tenir en compte que les fonts cristianes van atribuir a Pelai un origen got per establir una continuïtat amb la tradició del la monarquia visigoda toledana.
L'únic episodi que es coneix de la seva vida és quan va ser enviat per Ègica (687-702) des de Toledo a Tui, on residia en aquell moment Vitiza (700-702), com a rei associat al seu pare. Allà va tenir alguna mena d'incident que va tocar-lo de prop i li va causar la mort. La Crònica Albeldense diu que Pelai, que altres cròniques presenten com un membre de la guàrdia nobiliària de Vitiza, va ser destituït a causa del seu pare, va caure en desgràcia i es va retirar a Astúries, un fet que podria denotar vinculacions familiars o patrimonials amb aquest territori, i només fou restituït durant el regnat de Roderic.